# Laura Fusetti
Laura Fusetti, née le 8 octobre 1990 à Segrate, est une footballeuse italienne qui joue le rôle de milieu de terrain et de défenseuse de l'AC Milan féminine en Serie A.

## Biographie

### En club
Laura Fusetti commence à jouer au football dans l'équipe masculine de l'oratoire. À l'âge de treize ans, elle rejoint l'équipe féminine de Tradate Abbiate. En 2009, elle signe avec le Como 2000, où elle porte le brassard de capitaine lors de sa dernière saison. Lors de l'été 2017, elle déménage à Brescia, où elle fait ses débuts en Ligue des champions. 
En 2018, elle rejoint le Milan AC, équipe nouvellement formée. 

### En équipe nationale
En juillet 2008, Laura Fusetti remporte le championnat d'Europe des moins de 19 ans avec l'équipe italienne. 
Elle fait ensuite partie de l'équipe qui représente l'Italie lors du championnat d'Europe 2017.
En 2019, Laura Fusetti fait partie des 23 joueuses italiennes retenues afin de participer à la Coupe du monde organisée en France.

## Palmarès
- Vainqueur du championnat d'Europe des moins de 19 ans en 2008 avec l'équipe d'Italie des moins de 19 ans